# Michaëlla Krajicek
Michaëlla Krajicek (Delft, 9 januari 1989) is een Nederlands tennisspeelster. Zij is de jongere halfzus van Richard Krajicek, dochter van Petr Krajíček en won enkele titels in het WTA-circuit, zowel in het enkel- als het dubbelspel. Eind 2020 maakte ze vanwege een knieblessure bekend dat ze niet meer op topniveau kon tennissen en dat ze zich op coaching ging richten.
In 2024 trad ze weer toe tot het professionele tennisniveau. Als 35-jarige luisterde ze op 14 februari 2024 haar comeback in Sharm-el-Sheikh op met een zege op landgenote Annelin Bakker: 6-4 en 7-6. In deze Egyptische badplaats deed ze mee aan een ITF W15 (het laagste niveau op het vrouwencircuit), waarvoor zij een wildcard had ontvangen. Krajicek speelde daarmee haar eerste wedstrijd op internationaal niveau sinds januari 2019.

## Biografie
'Miša' Krajicek werd op 9 januari 1989 in Delft geboren. Haar ouders zijn Petr en Pavlina Krajíček – de voormalige toptennisser Richard Krajicek is haar halfbroer. Zij heeft ook een jongere broer genaamd Peter.

## Carrière

### 2003
Twaalf dagen nadat haar halfbroer Richard afscheid had genomen van het toptennis (op 1 juli 2003), debuteerde Michaëlla Krajicek op Wimbledon. De destijds veertienjarige Krajicek versloeg in de eerste ronde van het jeugdtoernooi de bijna vier jaar oudere Kristina Czafikova.
Haar eerste WTA-toernooi was het toernooi van Rosmalen in 2003. Mede door tussenkomst van Richard had zij van de organisatie een wildcard gekregen. Zij verloor in de eerste ronde.

### 2004
Krajiceks eerste wedstrijdwinst bij de senioren was bij de Fed Cup in april 2004. Op het toernooi van Rosmalen viel zij flauw en moest zij opgeven. In de maanden na Rosmalen won zij twee ITF-$10.000-toernooien en een ITF-$50.000-toernooi. Op 12 september 2004 won zij het jeugdtoernooi van de US Open. In het WTA-toernooi van Luxemburg verloor zij in de eerste ronde.

### 2005
Begin 2005 maakte Krajicek haar debuut op een grandslamtoernooi. Dat zij daaraan mee deed, kwam eigenlijk doordat zij op het WTA-toernooi van Canberra in de tweede ronde werd uitgeschakeld. Zij kon daardoor nog net op tijd (diezelfde dag) inschrijven voor de kwalificaties van de Australian Open, waar zij de tweede ronde bereikte.
In de kwartfinale van het toernooi van Rosmalen (16 juni) scheurde zij de buitenmeniscus van haar rechterknie. Zij was daardoor drie maanden uitgeschakeld en miste onder andere Wimbledon en de US Open. Zij maakte haar rentree op 24 september bij het toernooi van Luxemburg.
Krajicek won op 9 oktober 2005 het WTA-toernooi van Tasjkent door in de finale de Oezbeekse Akgul Amanmuradova te verslaan. De overwinning betekende Krajiceks eerste toernooiwinst op het hoogste niveau. Krajicek sloot 2005 af met een toernooioverwinning in Rotterdam. In het Topsportcentrum won zij de Nationale Masters-titel.

### 2006
In januari 2006 kwam Michaëlla samen met Peter Wessels voor Nederland uit in de Hopman Cup 2006, waarbij Nederland een tweede plaats haalde.
Op 13 januari 2006 won Krajicek het WTA-toernooi van Hobart door in de finale de als vijfde geplaatste Tsjechische Iveta Benešová te verslaan. Op 24 juni 2006 behaalde Krajicek op de Ordina Open haar derde WTA-titel door in de finale de als tweede geplaatste Dinara Safina te verslaan. In de halve eindstrijd had zij bovendien al afgerekend met het eerste reekshoofd, en nummer acht van de wereld, Jelena Dementjeva.
Een dag later vertrok Krajicek naar Wimbledon, waar zij in de eerste ronde verloor van de Australische tennisster Samantha Stosur. Ook op de US Open verloor zij in de eerste ronde.
Krajicek won in december voor de derde keer de Nationale Masters-titel.

### 2007
Het jaar 2007 begon teleurstellend voor Michaëlla Krajicek met een nederlaag in de eerste ronde van Hobart, waar zij haar titel verdedigde, tegen Séverine Brémond alsmede een nederlaag tegen Anne Kremer uit Luxemburg in de eerste ronde van de Australian Open. In het vrouwendubbelspel haalde zij samen met de Hongaarse Ágnes Szávay de tweede ronde. Zij gaf te kennen veel druk te voelen als enige Nederlandse vertegenwoordiger in de tennistop. Vader Petr Krajíček gaf aan te overwegen Michaëlla voor Tsjechië te laten uitkomen om die reden. Ook op het toernooi van Parijs verloor zij in de eerste ronde.
In de vier toernooien daarna verloor Krajicek steeds in de tweede ronde. In Antwerpen verloor Krajicek weer van Safina, in Indian Wells van de als nummer 1 geplaatste Maria Sjarapova, in Miami van Nicole Vaidišová en op het toernooi van Amelia Island verloor zij weer van Safina. Op het toernooi van Charleston bereikte zij – onder meer door een overwinning op de als nummer 1 geplaatste Nicole Vaidišová – de kwartfinale, waarin zij van de nummer 20 van de wereld Vera Zvonarjova verloor. Daarna verloor zij in de eerste ronde van het toernooi van Warschau.
Op Roland Garros haalde zij in 2007 voor het eerst de derde ronde, waarin zij werd verslagen door Serena Williams. Ook haalde ze, samen met haar Poolse medespeelster Agnieszka Radwańska, de derde ronde van het dames-dubbelspel.
Op de Ordina Open – waar Krajicek haar titel verdedigde – wist zij in de eerste ronde de Argentijnse Gisela Dulko te verslaan. In de tweede ronde verloor zij van de Russin Dinara Safina.
Op Wimbledon haalde zij in 2007 voor het eerst in haar carrière de kwartfinale op een grandslamtoernooi. Zij versloeg daarbij de nummer zeven van de wereld, Anna Tsjakvetadze in de derde ronde.
Na het WTA-toernooi van Palermo, waar Krajicek in de eerste ronde werd uitgeschakeld, speelde zij op het WTA-toernooi van San Diego, waar zij de tweede ronde haalde. Op het WTA-toernooi van Los Angeles bereikte zij de derde ronde.
Op de US Open bereikte zij de tweede ronde. Na de US Open speelde Michaëlla de WTA-toernooien van Luxemburg, Stuttgart, Moskou, Zürich en Linz. In Stuttgart en Zürich strandde zij in de tweede ronde. In de drie andere toernooien werd zij meteen in de eerste ronde uitgeschakeld.

### 2008
Krajicek verloor zowel in het Nieuw-Zeelandse Auckland als op de Australian Open in de eerste ronde. Nadat zij door een polsblessure twee maanden aan de kant had gezeten, wist zij in de volgende vijf toernooien geen partij te winnen. In het dubbelspel van het toernooi in Praag wist Krajicek samen met haar Amerikaanse partner Jill Craybas de finale te bereiken. Deze finale verloren zij van het Tsjechische duo Lucie Hradecká en Andrea Hlaváčková.
Op het toernooi van Berlijn moest Michaëlla het afleggen tegen de Oostenrijkse Sybille Bammer.
Na tien verloren wedstrijden achter elkaar won Michaëlla haar eerste wedstrijd van het seizoen in Birmingham. Zij versloeg de Wit-Russin Tatjana Poetsjek. Een ronde later verloor zij van de Belgische Yanina Wickmayer.
Het volgende toernooi dat Michaëlla speelde, was in Rosmalen. Zij bereikte daar de kwartfinale. Zij versloeg eerst de Japanse veterane Ai Sugiyama en daarna Sania Mirza. In de kwartfinale verloor zij van de latere winnares van het toernooi, Tamarine Tanasugarn.
Op Wimbledon, waar zij een kwartfinale van het jaar ervoor moest verdedigen, verloor zij in de eerste ronde van haar dubbelspelpartner Marina Erakovic uit Nieuw-Zeeland. Doordat Krajicek haar punten niet kon verdedigen maakte zij een duikeling op de wereldranglijst.
Krajicek raakte begin juli geblesseerd aan haar knie, waaraan zij geopereerd moest worden. De herstelperiode nam zo'n acht weken in beslag, waardoor zij de Olympische Spelen en de US Open moest missen.
In de rest van het jaar lukte het Krajicek niet meer om het hoofdtoernooi van een WTA-toernooi te bereiken.

### 2009
Begin 2009 kreeg Krajicek opnieuw te maken met pech. Op het toernooi van Auckland raakte zij opnieuw geblesseerd aan haar enkel, waardoor zij de Australian Open aan zich voorbij moest laten gaan.
Het eerste toernooi waaraan zij na het herstel meedeed, is het ITF-toernooi van Midland. Daar had zij echter geen succes, want zij verloor in de eerste ronde van de nummer 303 van de wereld, Eléni Daniilídou. In het toernooi van Memphis ging het echter een stuk beter – daar bereikte ze, na zich via de kwalificaties in het hoofdtoernooi gespeeld te hebben, de kwartfinale in het enkelspel, waarin zij verloor van de Deense Caroline Wozniacki. In het dubbelspel bereikte zij bovendien samen met haar partner Joeliana Fedak de finale. Hierin verloor zij weer van Wozniacki, die samen met de Wit-Russin Viktoryja Azarenka te sterk bleek.
In maart kreeg Krajicek een wildcard voor het kwalificatietoernooi van het sterk bezette toernooi van Miami. In de eerste ronde van de kwalificatie won zij van de als eerst geplaatste speelster Jelena Vesnina (de nummer 56 van de wereld). Via winst op Camille Pin (95e) in de tweede ronde van de kwalificatie en Ayumi Morita (81e) bereikte zij de tweede ronde. Hierin verloor zij van Nadja Petrova, de nummer 9 van de wereld.
Begin april speelde zij het met $100.000 gedoteerde ITF-toernooi in het Belgische Torhout. In het enkelspel moest zij in de tweede ronde haar meerdere erkennen in de Française Aravane Rezaï. In het dubbelspel was zij samen met Yanina Wickmayer succesvol – zij wonnen het toernooi.
Eind april trok Krajicek naar Zuid-Afrika om er het ITF-toernooi van Johannesburg te spelen. Zij won haar eerste twee wedstrijden moeizaam en kon een nederlaag in de kwartfinale tegen de Slowaakse Kristína Kučová niet vermijden.
Zonder voorbereiding trok Krajicek naar Roland Garros. Het werd geen succes en zij verloor in de eerste kwalificatieronde van de Roemeense Simona Halep.
Begin juni speelde zij het ITF-toernooi van Nottingham. Zij bereikte de kwartfinale waarin de Belgische Yanina Wickmayer te sterk bleek. Op het toernooi van Birmingham verloor Krajicek (als "Lucky Loser") weer van Yanina Wickmayer. 
De week erop koos zij ervoor om de kwalificaties van Wimbledon te laten schieten en te spelen in Rosmalen. In de tweede ronde verloor zij van de Duitse Kristina Barrois. In het dubbelspel bereikte zij samen met Yanina Wickmayer de finale. Hierin verloor zij nipt van de Italiaanse tandem Errani/Pennetta.
Hierna reisde zij naar Amerika om er een paar ITF-toernooien te spelen, haar eerste toernooi in de reeks is Boston. Hier won zij het toernooi als topfavoriete aangezien zij als eerste geplaatst was. Een week later verloor zij meteen in de eerste ronde op het ITF-toernooi van Grapevine.
Eind juli keerde zij terug naar het WTA-circuit. Zij begon in Stanford waar zij zich probeerde te kwalificeren voor het hoofdtoernooi. Zij moest in de tweede ronde haar meerdere erkennen in de Russin Alla Koedrjavtseva. Op het toernooi van Los Angeles slaagde zij wel voor de kwalificaties. In het hoofdtoernooi verloor zij in de eerste ronde van de Chinese Peng Shuai.
Op het toernooi van Cincinnati raakte zij geblesseerd aan haar pols. Door deze blessure zag zij voor het tweede jaar op rij de US Open aan zich voorbijgaan.
Op 21 november won Michaëlla Krajicek met haar dubbelspelpartner Sofia Arvidsson het ITF-toernooi van Bratislava.

### 2010

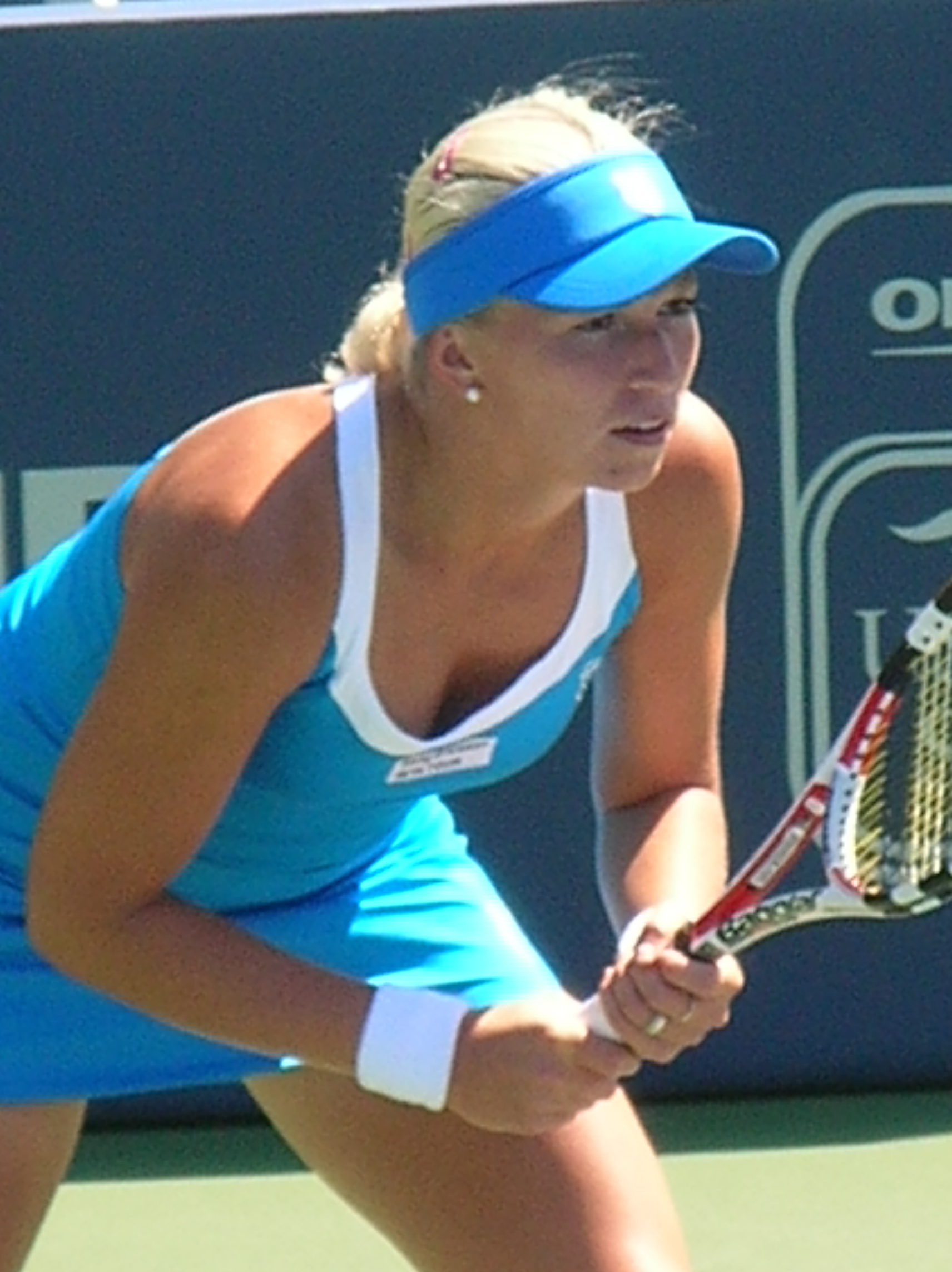
Michaëlla Krajicek in 2010

Krajicek begon dit seizoen opnieuw erg matig. Zij startte op het toernooi van het Australische Brisbane. Zij raakte hierin niet voorbij de tweede kwalificatieronde. Een week later op het toernooi van het Australische Hobart verloor zij in de derde kwalificatieronde. Ook op de Australian Open kon zij geen plaatsje op de hoofdtabel bemachtigen.
Half februari hervatte Krajicek de competitie op het toernooi van Memphis, waar zij de tweede ronde bereikte. In het dubbelspel was zij wel succesvol – zij won samen met Vania King de titel door in de finale Bethanie Mattek-Sands en Meghann Shaughnessy te verslaan.
Zij slaagde er niet in zich te kwalificeren voor het toernooi van Indian Wells, en daarna in het gravelseizoen ook niet voor het toernooi van Ponte Vedra Beach. Een week later, op het toernooi van Charleston, werd zij rechtstreeks toegelaten tot het hoofdtoernooi, waarin zij de tweede ronde bereikte. In het dubbelspel bereikte zij samen met de Amerikaanse Vania King de finale. Hierin verloor zij van de Amerikaanse Liezel Huber en de Russin Nadja Petrova.
In de kwartfinale van het ITF-toernooi van Indian Harbour Beach bereikte zij de kwartfinale, maar moest weer opgeven wegens een blessure. Zij raakte tijdig fit voor haar deelname aan Roland Garros, maar kon zich er echter niet plaatsen voor het hoofdtoernooi.
Krajicek startte het grasseizoen op het toernooi van Birmingham. Zij won vrij vlot haar twee kwalificatieronden en plaatste zich zo voor de hoofdtabel. Hierin was zij echter niet opgewassen tegen de Australische Anastasia Rodionova.
Op Wimbledon lukte het haar alweer niet om zich te kwalificeren voor een grandslamtoernooi. Opnieuw viel het doek in de beslissende kwalificatieronde, waarin zij kansloos verloor van de Kroatische Mirjana Lučić.
Eind juli begon zij aan het Amerikaanse hardcourt-seizoen op het WTA-toernooi van Stanford. Zij moest zichzelf opnieuw via de kwalificaties richting hoofdtabel loodsen, maar opnieuw lukte dit net niet. Zij verloor wederom in de derde kwalificatieronde van de Kroatische Mirjana Lučić.
In de maand augustus slaagde zij er niet in om op de toernooien van San Diego, Cincinnati en Montreal het hoofdtoernooi te bereiken. Ook op de US Open strandde zij in de kwalificaties.
Ook het toernooi van Québec bleek geen succes, in de eerste ronde werd Krajicek uitgeschakeld door de Zweedse Sofia Arvidsson.
Begin oktober speelde Krajicek op het ITF-toernooi van Barnstaple. Zij verloor in de tweede ronde van het enkelspeltoernooi – wel won zij de dubbelspeltitel met haar partner Andrea Hlaváčková. Een week later verloor zij op het ITF-toernooi van Torhout ook in de tweede ronde van landgenote Arantxa Rus. Bij het dubbelspel bereikte zij de finale met haar Belgische partner Yanina Wickmayer.

### 2011
Wederom ging Krajicek het seizoen niet goed van start. Haar eerste wedstrijd speelde zij in het kwalificatietoernooi van de Australian Open, maar daarin moest zij het al meteen afleggen tegen de Duitse Sabine Lisicki. In het dubbelspel was het succes ook erg beperkt. Na een duidelijke overwinning in de eerste ronde op het als elfde geplaatste duo Schiavone/Stubbs was de tweede ronde het eindstation. Daarin waren Natalie Grandin en Vladimíra Uhlířová in twee sets te sterk.
Op het WTA-toernooi van Memphis bereikte zij de tweede ronde in het enkelspel; in het dubbelspel werd zij samen met Vania King uitgeschakeld in de halve finale. Op het WTA-toernooi van Kuala Lumpur verloor Krajicek in de halve finale van Jelena Dokić na eerder gewonnen te hebben van de als derde geplaatste Alisa Klejbanova. In het dubbelspel verloor zij zowel in Kuala Lumpur als in Marbella in de eerste ronde. Na een aantal mislukte toernooien haalde Krajicek in april het hoofdtoernooi van WTA-toernooi van Stuttgart. Zowel in het enkelspel als het dubbelspel viel al in de eerste ronde het doek.
Krajicek wist zich daarna niet te plaatsen voor het hoofdtoernooi van Roland Garros. In het toernooi van Kopenhagen bereikte zij de tweede ronde, maar zij wist zich niet te plaatsen voor het hoofdtoernooi van Wimbledon. Na Wimbledon laste zij een pauze in van ongeveer vier weken. Na het ITF-toernooi in Olomouc (Tsjechië) maakte zij bekend dat zij een polsblessure had opgelopen en weer een lange pauze zou inlassen.
In die pauze begon zij op aanraden van haar broer Richard te werken met een nieuwe coach, Eric van Harpen. Op de US Open kwalificeerde zij zich voor het hoofdtoernooi en bereikte zij de tweede ronde.
Na de US Open kon zij door een klein gelukje direct worden toegelaten tot het toernooi van Québec, waar zij haar tweede WTA halve finale van 2011 bereikte. In die halve finale moest zij wel haar meerdere erkennen in de latere toernooiwinnares, de Tsjechische Barbora Záhlavová-Strýcová.
Aan het eind van het jaar speelde Krajicek op een aantal ITF-evenementen. Zij speelde in het Franse Joué-lès-Tours waar zij de halve finale bereikte. De week daarna speelde zij in het nabijgelegen Limoges, waar zij de kwartfinale haalde. Ook de daaropvolgende week kwam zij in actie, in het Engelse Barnstaple. Net als in Joué-lès-Tours en Limoges was dit een overdekt toernooi. Ook hier bereikte zij de kwartfinale.
Zij had gepland om de week daarna in het Duitse Ismaning te spelen, maar zij moest zich terugtrekken met bronchitis. Na een antibioticakuur speelde zij eind november nog een toernooi in Japan, in de stad Toyota. Daar versloeg zij Kim So-jung uit Zuid-Korea en Elina Svitolina uit Oekraïne. In de kwartfinale won zij van de Sloveense Tadeja Majerič. In de halve finale moest Krajicek zich terugtrekken wegens een knieblessure – ook trok zij zich terug voor de dubbelspelfinale die zij had bereikt met haar Franse partner Caroline Garcia.
Zij eindigde het jaar op plaats 93, voor het eerst in de top 100 sinds 2008.

### 2012

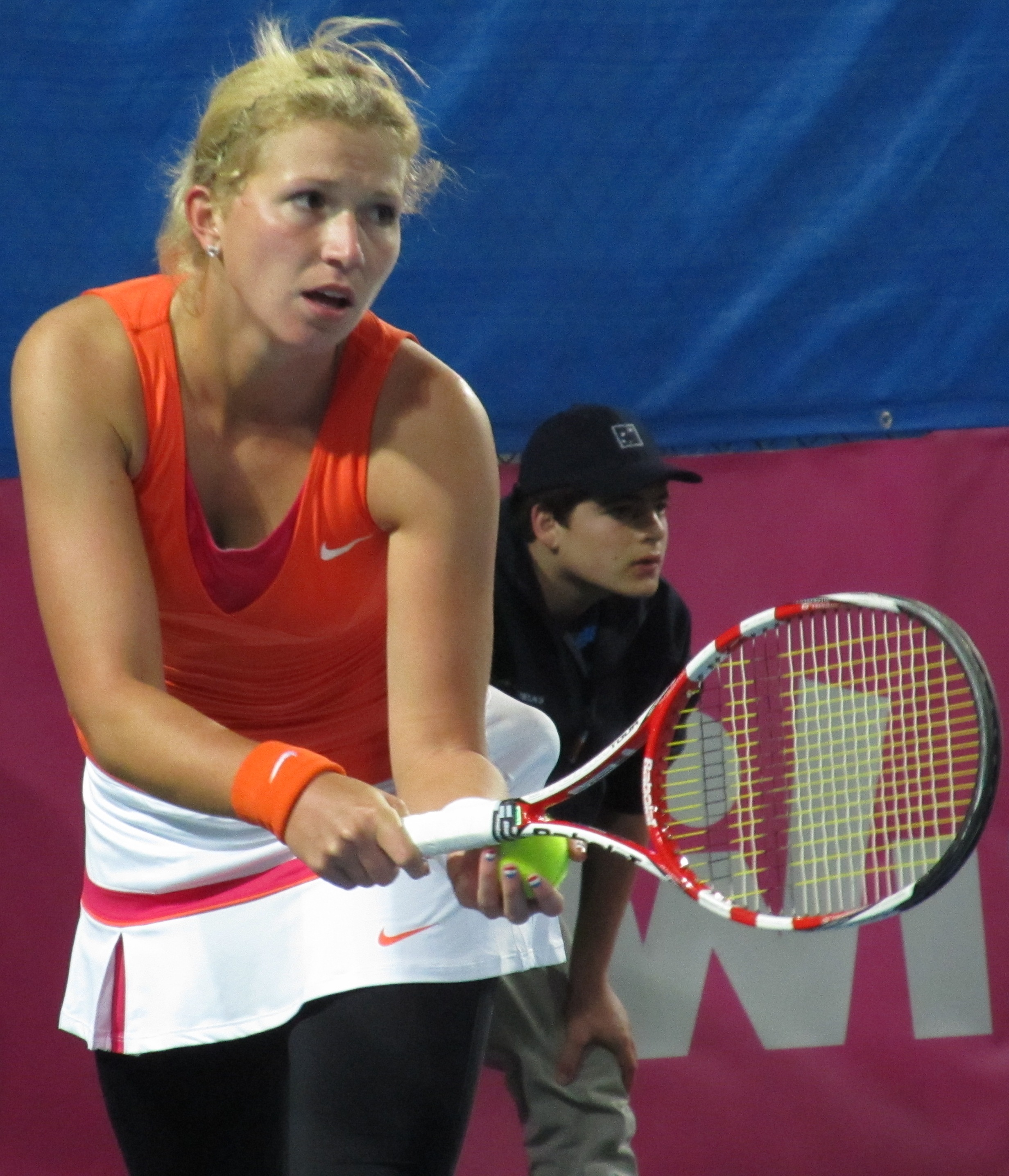
Michaëlla Krajicek in 2012

Begin 2012 wist Krajicek zich niet te plaatsen voor de hoofdtabel van de WTA-toernooien van Brisbane en Sydney. In de Australian Open van 2012 bereikte zij de tweede ronde.
In de laatste week van januari speelde Krajicek de Fed Cup samen met teamgenoten Demi Schuurs, Kiki Bertens en Bibiane Schoofs in het Israëlische Eilat, tegen het team van Israël. Zij verloor drie enkelspelpartijen en het dubbelspel samen met Schoofs.
In februari en maart maakte Krajicek een reis langs Noord-Amerikaanse toernooien. In Memphis bereikte zij de kwartfinale na onder meer de als zesde geplaatste Britse Elena Baltacha verslagen te hebben. Op het toernooi van Acapulco haalde zij weer de kwartfinale na een overwinning op de als achtste geplaatste Italiaanse Alberta Brianti. Het was de eerste keer sinds 2007 dat Krajicek in een kwartfinale van een WTA-toernooi op gravel stond. Bovendien was Krajicek met dit resultaat de eerste Nederlandse vrouw die in twee opeenvolgende WTA-toernooien een kwartfinale bereikte sinds 1996 toen Brenda Schultz dit viermaal achtereen presteerde.
Op het toernooi van Indian Wells bereikte Krajicek de tweede ronde. In de tweede helft van maart speelde zij het toernooi van Miami – in de eerste ronde versloeg zij Eva Birnerová in drie sets, maar zij vervolgens moest het in twee sets afleggen tegen de nummer 1 van de wereld, Viktoryja Azarenka.
Op het toernooi van Boedapest had Krajicek in de eerste ronde vier wedstrijdpunten tegen de Oezbeekse Akgul Amanmuradova, maar het lukte haar niet om er een te benutten en zij verloor de partij na een tiebreak in de laatste set. In het dubbelspel haalde zij de finale met haar partner Eva Birnerová maar zij verloren in twee sets.

### 2013
Voor Michaëlla Krajicek stond 2013 in het teken van een terugkomst na een lange blessure (o.a. hartklachten). Gebruikmakend van haar beschermde ranking (105) deed Krajicek mee aan een aantal toernooien waarin zij wisselend succesvol was. Na de winst op het kleine ITF-toernooi van Iraklion (enkel- en dubbelspel) was zij ook in grotere toernooien voorzichtig succesvol (tweede ronde Rosmalen, tweede ronde Suzhou). Bij het grastoernooi in Rosmalen won zij op 16 juni voor het eerst een partij sinds haar rentree op WTA-niveau. De naar de 817e plaats op de wereldranglijst gezakte speelster won in de eerste ronde van de Spaanse Sílvia Soler Espinosa, nummer 73 van de wereld: 7-5 en 6-4. Hoogtepunt van het jaar was echter Krajiceks WTA-dubbelspeltitel (samen met Tímea Babos) in Suzhou.

### 2014
Krajicek startte dit jaar met een finaleplaats in het dubbelspel op het WTA-toernooi van Auckland, samen met de Tsjechische Lucie Hradecká. Met dezelfde partner bereikte zij op de Australian Open de derde ronde. Op het ITF-toernooi van Kreuzlingen (Zwitserland) zegevierde ze zowel in het enkelspel als in het dubbelspel, samen met de Tsjechische Eva Birnerová. Het hoogtepunt van 2014 is voorlopig haar halve finale plaats op Roland Garros in het dubbelspel, tezamen met Lucie Hradecka.

### 2024
Nadat Krajicek in 2023 via Instagram had aangekondigd weer in training te gaan, nam ze in de eerste week van 2024 deel aan het NRT-toernooi in Hoensbroek – zij sloeg zichzelf zonder setverlies naar de winst.

## Palmares
| Legenda                | Legenda                  |
| ---------------------- | ------------------------ |
| Grandslamtoernooi      |                          |
| Olympische Spelen      |                          |
| Year-End Championships |                          |
| tot 2009               | 2009 – 2020 / vanaf 2021 |
| Tier I                 | Premier Mandatory        |
| Tier II                | Premier Five / WTA 1000  |
| Tier III               | Premier / WTA 500        |
| Tier IV & V            | International / WTA 250  |
|                        | Challenger / WTA 125     |

### WTA-finaleplaatsen enkelspel
| nr.              | finale     | toernooi     | ondergrond | tegenstandster     | score         |         |
| ---------------- | ---------- | ------------ | ---------- | ------------------ | ------------- | ------- |
| gewonnen finales |            |              |            |                    |               |         |
| 1.               | 2005-10-09 | WTA Tasjkent | hardcourt  | Akgul Amanmuradova | 6-0, 4-6, 6-3 | details |
| 2.               | 2006-01-13 | WTA Hobart   | hardcourt  | Iveta Benešová     | 6-2, 6-1      | details |
| 3.               | 2006-06-24 | WTA Rosmalen | gras       | Dinara Safina      | 6-3, 6-4      | details |
| verloren finales |            |              |            |                    |               |         |
| geen             |            |              |            |                    |               |         |

### WTA-finaleplaatsen vrouwendubbelspel
| nr.              | finale     | toernooi       | ondergrond | partner             | tegenstandsters                           | score            |         |
| ---------------- | ---------- | -------------- | ---------- | ------------------- | ----------------------------------------- | ---------------- | ------- |
| gewonnen finales |            |                |            |                     |                                           |                  |         |
| 1.               | 2006-07-24 | WTA Palermo    | gravel     | Janette Husárová    | Alice Canepa Giulia Gabba                 | 6-0, 6-0         | details |
| 2.               | 2006-07-30 | WTA Boedapest  | gravel     | Janette Husárová    | Lucie Hradecká Renata Voráčová            | 4-6, 6-4, 6-4    | details |
| 3.               | 2008-06-20 | WTA Rosmalen   | gras       | Marina Erakovic     | Līga Dekmeijere Angelique Kerber          | 6-3, 6-2         | details |
| 4.               | 2010-02-20 | WTA Memphis    | hardcourt  | Vania King          | Bethanie Mattek-Sands Meghann Shaughnessy | 7-5, 6-2         | details |
| 5.               | 2013-08-10 | WTA Suzhou     | hardcourt  | Tímea Babos         | Han Xinyun Eri Hozumi                     | 6-2, 6-2         | details |
| 6.               | 2014-05-24 | WTA Neurenberg | gravel     | Karolína Plíšková   | Raluca Olaru Shahar Peer                  | 6-0, 4-6, [10-6] | details |
| verloren finales |            |                |            |                     |                                           |                  |         |
| 1.               | 2005-05-01 | WTA Estoril    | gravel     | Henrieta Nagyová    | Li Ting Sun Tiantian                      | 3-6, 1-6         | details |
| 2.               | 2005-10-30 | WTA Hasselt    | hardcourt  | Ágnes Szávay        | Katarina Srebotnik Émilie Loit            | 3-6, 4-6         | details |
| 3.               | 2006-02-19 | WTA Antwerpen  | hardcourt  | Stéphanie Foretz    | Dinara Safina Katarina Srebotnik          | 1-6, 1-6         | details |
| 4.               | 2008-05-03 | WTA Praag      | gravel     | Jill Craybas        | Lucie Hradecká Andrea Hlaváčková          | 6-1, 3-6, 6-10   | details |
| 5.               | 2009-02-21 | WTA Memphis    | hardcourt  | Joeliana Fedak      | Caroline Wozniacki Viktoryja Azarenka     | 1-6, 6-7         | details |
| 6.               | 2009-06-19 | WTA Rosmalen   | gras       | Yanina Wickmayer    | Sara Errani Flavia Pennetta               | 4-6, 7-5, 11-13  | details |
| 7.               | 2010-04-18 | WTA Charleston | gravel     | Vania King          | Liezel Huber Nadja Petrova                | 3-6, 4-6         | details |
| 8.               | 2011-04-30 | WTA Estoril    | gravel     | Eléni Daniilídou    | Alisa Klejbanova Galina Voskobojeva       | 4-6, 2-6         | details |
| 9.               | 2012-05-05 | WTA Boedapest  | gravel     | Eva Birnerová       | Janette Husárová Magdaléna Rybáriková     | 4-6, 2-6         | details |
| 10.              | 2014-01-04 | WTA Auckland   | hardcourt  | Lucie Hradecká      | Sharon Fichman Maria Sanchez              | 6-2, 0-6, [4-10] | details |
| 11.              | 2014-06-20 | WTA Rosmalen   | gras       | Kristina Mladenovic | Marina Erakovic Arantxa Parra Santonja    | 6-0, 6-7, [8-10] | details |

### Gewonnen ITF-toernooien enkelspel
| nr. | finale     | toernooi        | ondergrond    | dotatie  | tegenstandster in finale | score         |
| --- | ---------- | --------------- | ------------- | -------- | ------------------------ | ------------- |
| 1.  | 2004-07-12 | Brussel         | gravel        | $ 10.000 | Elisa Villa              | 6-3, 6-0      |
| 2.  | 2004-08-09 | Koksijde        | gravel        | $ 10.000 | Gaëlle Widmer            | 6-4, 6-2      |
| 3.  | 2004-11-03 | Stockholm       | hardcourt (i) | $ 10.000 | Anastasia Revzina        | 6-1, 6-2      |
| 4.  | 2004-12-13 | Bergamo         | hardcourt (i) | $ 50.000 | Jekaterina Bytsjkova     | 6-4, 6-3      |
| 5.  | 2005-02-01 | Ortisei         | tapijt        | $ 75.000 | Sandra Klösel            | 6-3, 6-3      |
| 6.  | 2009-07-05 | Boston          | hardcourt     | $ 50.000 | Rebecca Marino           | 6-3, 6-4      |
| 7.  | 2010-05-02 | Charlottesville | gravel        | $ 50.000 | Laura Siegemund          | 6-2, 6-4      |
| 8.  | 2013-04-21 | Iraklion        | tapijt        | $ 10.000 | Indy de Vroome           | 3-6, 6-2, 6-4 |
| 9.  | 2014-02-22 | Kreuzlingen     | tapijt (i)    | $ 25.000 | Timea Bacsinszky         | 6-4, 7-6      |
| 10. | 2014-04-06 | Dijon           | hardcourt (i) | $ 15.000 | Olga Dorosjina           | 3-6, 7-5, 6-2 |
| 11. | 2015-09-27 | Albuquerque     | hardcourt     | $ 75.000 | Naomi Broady             | 6-7, 7-6, 7-5 |
| 12. | 2015-10-04 | Las Vegas       | hardcourt     | $ 50.000 | Shelby Rogers            | 6-3, 6-1      |
| 13. | 2016-07-31 | Lexington       | hardcourt     | $ 50.000 | Arina Rodionova          | 6-0, 2-6, 6-2 |
| 14. | 2018-02-24 | Solarino        | tapijt        | $ 15.000 | Monika Kilnarová         | 6–3, 6–2      |

### Gewonnen ITF-toernooien dubbelspel
| nr. | finale     | toernooi         | ondergrond    | dotatie   | partner            | tegenstandsters in finale             | score             |
| --- | ---------- | ---------------- | ------------- | --------- | ------------------ | ------------------------------------- | ----------------- |
| 1.  | 2004-11-01 | Stockholm        | hardcourt (i) | $ 10.000  | Jolanda Mens       | Sofia Avakova Irina Kuzmina           | 6-2, 6-3          |
| 2.  | 2005-04-05 | Dinan            | gravel (i)    | $ 75.000  | Ágnes Szávay       | Joelija Bejhelzymer Sandra Klösel     | 7-5, 7-5          |
| 3.  | 2009-04-10 | Torhout          | hardcourt (i) | $ 100.000 | Yanina Wickmayer   | Julia Görges Sandra Klemenschits      | 6-4, 6-0          |
| 4.  | 2009-11-21 | Bratislava       | hardcourt (i) | $ 50.000  | Sofia Arvidsson    | Tatjana Poetsjek Arina Rodionova      | 6-3, 6-4          |
| 5.  | 2010-10-10 | Barnstaple       | hardcourt (i) | $ 75.000  | Andrea Hlaváčková  | Sandra Klemenschits Tatjana Malek     | 7-6, 6-2          |
| 6.  | 2011-05-14 | Praag            | gravel        | $ 100.000 | Petra Cetkovská    | Lindsay Lee-Waters Megan Moulton-Levy | 6-2, 6-1          |
| 7.  | 2011-07-30 | Olomouc          | gravel        | $ 50.000  | Renata Voráčová    | Joelija Bejhelzymer Elena Bogdan      | 7-5, 6-4          |
| 8.  | 2013-04-20 | Iraklion         | tapijt        | $ 10.000  | Indy de Vroome     | Yuka Mori Rosalie van der Hoek        | 6-0, 5-7, [10-8]  |
| 9.  | 2013-09-29 | Clermont-Ferrand | hardcourt (i) | $ 25.000  | Marta Domachowska  | Margarita Gasparjan Aljona Sotnikova  | 5-7, 6-4, [10-8]  |
| 10. | 2013-10-27 | Poitiers         | hardcourt (i) | $ 100.000 | Lucie Hradecká     | Christina McHale Monica Niculescu     | 7-6, 6-2          |
| 11. | 2013-11-03 | Nantes           | hardcourt (i) | $ 50.000  | Lucie Hradecká     | Stéphanie Foretz-Gacon Eva Hrdinová   | 6-3, 6-2          |
| 12. | 2014-02-22 | Kreuzlingen      | tapijt (i)    | $ 25.000  | Eva Birnerová      | Aleksandra Krunić Amra Sadiković      | 6-1, 4-6, [10-6]  |
| 13. | 2014-05-16 | Praag            | gravel        | $ 100.000 | Lucie Hradecká     | Andrea Hlaváčková Lucie Šafářová      | 6-3, 6-2          |
| 14. | 2014-07-20 | Carson           | hardcourt     | $ 50.000  | Olivia Rogowska    | Samantha Crawford Sachia Vickery      | 7-6, 6-1          |
| 15. | 2016-09-25 | Albuquerque      | hardcourt     | $ 75.000  | Maria Sanchez      | Elise Mertens Mandy Minella           | 6-2, 6-4          |
| 16. | 2016-10-02 | Las Vegas        | hardcourt     | $ 50.000  | Maria Sanchez      | Jamie Loeb Chanel Simmonds            | 7-5, 6-1          |
| 17. | 2016-10-30 | Macon            | hardcourt     | $ 50.000  | Taylor Townsend    | Sabrina Santamaria Keri Wong          | 3-6, 6-2, [10-6]  |
| 18. | 2016-11-06 | Toronto          | hardcourt (i) | $ 50.000  | Gabriela Dabrowski | Ashley Weinhold Caitlin Whoriskey     | 6-4, 6-3          |
| 19. | 2016-11-13 | Waco             | hardcourt     | $ 50.000  | Taylor Townsend    | Mihaela Buzărnescu Renata Zarazúa     | walk-over         |
| 20. | 2018-02-11 | Loughborough     | hardcourt (i) | $ 25.000  | Bibiane Schoofs    | Tara Moore Conny Perrin               | 6-7, 6-1, [10-6]  |
| 21. | 2018-10-14 | Óbidos           | tapijt        | $ 25.000  | Ingrid Neel        | Cristina Bucșa Diāna Marcinkēviča     | 6-2, 6-2          |
| 22. | 2019-01-05 | Hongkong         | hardcourt     | $ 25.000  | Barbora Štefková   | Chen Pei-hsuan Wu Fang-hsien          | 6-4, 6-7, [12-10] |

### Gewonnen juniorentoernooien enkelspel
| nr. | finale     | toernooi                                             | categorie | tegenstandster in finale | score          |
| --- | ---------- | ---------------------------------------------------- | --------- | ------------------------ | -------------- |
| 1.  | 2002-07-09 | Leeuwenbergh Open                                    | 5         | Maraike Biglmaier        | 7-6, 6-1       |
| 2.  | 2002-07-16 | Hillegom ITF International Youth Tournament          | 5         | Claudia Kimmelmann       | 7-6, 6-2       |
| 3.  | 2002-12-16 | Casablanca Tennis Junior Cup                         | 1         | Timea Bacsinszky         | 6-4, 6-0       |
| 4.  | 2002-12-22 | Yucatán Cup                                          | A         | Bei'er Ko                | 6-2, 6-1       |
| 5.  | 2002-12-30 | Coffee Bowl                                          | 1         | Alisa Klejbanova         | 6-3, 6-1       |
| 6.  | 2003-04-28 | International Junior Tournament of Salsomaggiore     | 2         | Viktoryja Azarenka       | 6-4, 6-1       |
| 7.  | 2003-05-12 | International Junior Tournament Citta Di Santa Croce | 1         | Emma Laine               | 6-1, 62-7, 6-4 |
| 8.  | 2003-05-19 | Italian Junior Open Trofeo Bonfiglio Campionati      | A         | Kateřina Böhmová         | 7-6, 6-1       |
| 9.  | 2003-08-25 | Canadian Open Junior Tennis Championships            | 1         | Kirsten Flipkens         | 4-6, 6-4, 6-4  |
| 10. | 2004-02-25 | International Bavarian Junior Challenge              | 2         | Ágnes Szávay             | 6-3, 6-3       |
| 11. | 2004-06-20 | LTA International Junior Championships - Roehampton  | 1         | Marina Erakovic          | 6-4, 6-4       |
| 12. | 2004-09-05 | US Open                                              | A         | Jessica Kirkland         | 6-1, 6-1       |
| 13. | 2004-11-15 | Luxembourg Indoor Junior Championships               | 1         | Caroline Wozniacki       | 4-6, 6-2, 6-2  |

### Gewonnen juniorentoernooien dubbelspel
| nr. | finale     | toernooi                                            | categorie | partner             | tegenstandsters in finale           | score         |
| --- | ---------- | --------------------------------------------------- | --------- | ------------------- | ----------------------------------- | ------------- |
| 1.  | 2002-07-09 | Leeuwenbergh Open                                   | 5         | Bibiane Schoofs     | Lisanne Balk Claire Lablans         | 6-0, 2-6, 6-0 |
| 2.  | 2002-07-16 | Hillegom ITF International Youth Tournament         | 5         | Claire Lablans      | Sisse Folmo Trine Hejl              | 4-6, 6-2, 7-6 |
| 3.  | 2003-01-27 | Czech International Junior Indoor Championships     | 2         | Kateřina Kramperová | Simona Dobra Darina Sedenková       | 6-1, 2-6, 6-1 |
| 4.  | 2003-06-22 | LTA International Junior Championships - Roehampton | 1         | Kirsten Flipkens    | Viktoryja Azarenka Volha Havartsova | 7-6, 6-4      |
| 5.  | 2004-05-30 | Roland Garros                                       | A         | Kateřina Böhmová    | Irina Kotkina Jaroslava Sjvedova    | 6-3, 6-2      |
| 6.  | 2004-06-20 | LTA International Junior Championships - Roehampton | 1         | Marina Erakovic     | Kateryna Bondarenko Mădălina Gojnea | 4-1, 4-1      |
| 7.  | 2004-08-28 | Canadian Open Junior Tennis Championships           | 1         | Marina Erakovic     | Kateryna Bondarenko Chan Yung-jan   | 6-3, 3-6, 6-2 |
| 8.  | 2004-09-05 | US Open                                             | A         | Marina Erakovic     | Mădălina Gojnea Monica Niculescu    | 7-6, 6-0      |
| 9.  | 2004-11-15 | Luxembourg Indoor Junior Championships              | 1         | Bibiane Schoofs     | Marrit Boonstra Nicole Thijssen     | 6-2, 2-6, 6-1 |

## Resultaten grandslamtoernooien
| Legenda | Legenda                          |
| ------- | -------------------------------- |
| g.t.    | geen toernooi gehouden           |
| l.c.    | lagere categorie                 |
| –       | niet deelgenomen                 |
| G       | uitgeschakeld in de groepsfase   |
| 1R      | uitgeschakeld in de eerste ronde |
| 2R      | uitgeschakeld in de tweede ronde |
| 3R      | uitgeschakeld in de derde ronde  |
| 4R      | uitgeschakeld in de vierde ronde |
| KF      | uitgeschakeld in de kwartfinale  |
| HF      | uitgeschakeld in de halve finale |
| F       | de finale verloren               |
| W       | het toernooi gewonnen            |
| w-v     | winst/verlies-balans             |

### Enkelspel
| Toernooi        | 2005 | 2006 | 2007 | 2008 |    | 2011 | 2012 | 2013 | w-v |
| --------------- | ---- | ---- | ---- | ---- | -- | ---- | ---- | ---- | --- |
| Australian Open | 2R   | 3R   | 1R   | 1R   | –  | 2R   | –    | 4-5  |     |
| Roland Garros   | 1R   | 1R   | 3R   | 1R   | –  | 1R   | –    | 2-5  |     |
| Wimbledon       | –    | 1R   | KF   | 1R   | –  | –    | 1R   | 4-4  |     |
| US Open         | –    | 1R   | 2R   | –    | 2R | 1R   | –    | 2-4  |     |

### Vrouwendubbelspel
| Australian Open | 3R | 2R | 1R | 1R | 2R | 1R | 3R | HF | –  | 2R | 11-9 |
| Roland Garros   | 1R | 3R | 1R | 2R | 3R | –  | HF | KF | 2R |    | 13-8 |
| Wimbledon       | 2R | 3R | 1R | 1R | 1R | –  | 2R | 3R | 3R |    | 8-8  |
| US Open         | 2R | 2R | –  | 1R | 1R | 1R | 3R | 3R | 2R |    | 7-8  |

### Gemengd dubbelspel
| Toernooi        | 2006 | 2007 |    | 2014 | 2015 | 2016 | 2017 | w-v |
| --------------- | ---- | ---- | -- | ---- | ---- | ---- | ---- | --- |
| Australian Open | –    | –    | –  | 2R   | –    | KF   | 3-2  |     |
| Roland Garros   | –    | –    | –  | 2R   | –    |      | 1-1  |     |
| Wimbledon       | 2R   | 1R   | 2R | 2R   | –    |      | 2-4  |     |
| US Open         | 2R   | –    | 1R | –    | 2R   |      | 2-3  |     |

## Trivia
- Krajicek sloeg op Wimbledon 2007 maar liefst 45 aces, waarmee ze de meeste aces van de vrouwen sloeg.
- Krajicek was de eerste speelster die een challenge via het zogeheten Hawk-Eye-systeem aanvroeg.

## Persoonlijk
- Krajicek werd na haar overwinning in de eerste ronde van het toernooi van Rosmalen in 2014 op de baan ten huwelijk gevraagd door haar vriend Martin Emmrich, eveneens tennisspeler.[5] In juli 2015 trouwden ze in Praag.[6] In mei 2018 werd bekend dat Krajicek en Emmrich gingen scheiden.[7]
- Op 7 augustus 2021 kregen Krajicek en haar vriend, de tennisser Jelle Sels, een zoon.[8]